# Galium nupercreatum
Galium nupercreatum är en måreväxtart som beskrevs av Mikhail Grigoríevič Popov. Galium nupercreatum ingår i släktet måror, och familjen måreväxter. Inga underarter finns listade i Catalogue of Life.